# 타임 랩스 (영화)
타임 랩스(Time Lapse)는 미국에서 제작된 브래들리 킹 감독의 2014년 미스터리, 스릴러 영화이다. 다니엘 파나베이커 등이 주연으로 출연하였고 릭 몽고메리(Rick Montgomery) 등이 제작에 참여하였다. 2014년 4월 18일 브뤼셀 국제 판타스틱 영화제에서 초연되었다.

## 출연

### 주연
- 다니엘 파나베이커
- 맷 오리어리
- 조지 핀

### 조연
- 존 라이스 데이비스
- 아민 조셉
- 제이슨 스피삭
- 데이빗 피글리올리
- 샤론 몽핸
- 주디스 드레이크
- 조엘 게이스트

## 제작진
- 공동제작: 사라 크레이그 Sarah Craig
- 협력프로듀서: 킴 카니 Kim Carney
- 조감독: 조나단 베츨러
- 사운드슈퍼바이저: 데이빗 바버
- 사운드슈퍼바이저: 데이빗 키첸스
- 미술: 트레이시 헤이즈
- 세트: 애브라 브레이먼 Abra Brayman
- 분장팀: 메리 트라헤이
- 의상: 미쉬카 트라첸버그 Mishka Trachtenberg
- 배역: 조던 베스
- 배역: 로렌 배스
- 프로덕션매니저: 벤 위브 Benn Wiebe